# Suavjärvikratern
Suajärvikratern är en insjö och en trolig nedslagskrater ca 50 km norr om Medvezjegorsk i Karelska republiken i Ryssland. Sjön är ungefär 3 km bred. 
Machshak och Naumov hävdar att dagens sjö ligger i mitten av ett kraftigt eroderat och metamorft astroblem, Suajärviformationen, som har en diameter om 16 km.
De uppskattar att nedslaget skedde för ca 2,2 till 2,7 miljarder år sedan. Den övre gränsen är satt för att de omgivande geologiska formationerna är så gamla.
Huber genomförde en fältstudie med laboratiroetester på Suavjärviformationen. De upptäckte att den breccia som katalogiserats som skapad genom nedlag var identisk med övriga geologiska formationer i regionen utanför nedslagsplatsen. Deras slutsats är att sjön mer troligt är en glaciärsjö.